# Marion Römer
Marion Römer (* 13. Oktober 1917 in Bern; † 26. Dezember 2000 in Zürich; heimatberechtigt in Uster) war eine Schweizer Pionierin der Arbeit mit Migranten.

## Leben und Wirken
Marion Römers Eltern waren der Romanist Theophil Spoerri und Helene geborene Lang. Sie heiratete 1939 den späteren Verleger Rolf Römer. Bis zu ihrer Heirat studierte sie zwei Jahre Kunstgeschichte in Zürich und Rom. Römer verfasste Artikel für Zeitschriften der Pfadfinder und der Jungschar. Für den Christlichen Verein Junger Frauen (CVJF, heute Cevi) arbeitete sie ab 1954. Im Auftrag des Vereins leitete sie mit Ruth Staehelin das «Foyer Anny Hug», ein Haus für hauswirtschaftliche Praktikantinnen in Zürich.
Römer gründete 1961, auf Anregung des griechisch-orthodoxen Vertreters im Ökumenischen Rat der Kirchen, den Kirchlichen Sozialdienst für Griechen. Er nahm sich später auch der Türken an. Bis zu ihrer Pensionierung 1980 stand sie diesem vor. Römer baute auch die Beratungsstelle Ehen mit Ausländern auf. Von 1971 bis 1983 war sie Zürcher Kirchenrätin. Sie gilt als Pionierin der Arbeit mit Migranten.

## Belege
1. ↑  Christian Baertschi: Theophil Spoerri. In: Historisches Lexikon der Schweiz.  22. Februar 2012.
2. 1 2  Doris Brodbeck: Marion Römer. In: Historisches Lexikon der Schweiz.  10. November 2010.

| Personendaten    | Personendaten                          |
| ---------------- | -------------------------------------- |
| NAME             | Römer, Marion                          |
| ALTERNATIVNAMEN  | Spoerri, Marion (Geburtsname)          |
| KURZBESCHREIBUNG | Schweizer Pionierin der Migrantenhilfe |
| GEBURTSDATUM     | 13. Oktober 1917                       |
| GEBURTSORT       | Bern, Schweiz                          |
| STERBEDATUM      | 26. Dezember 2000                      |
| STERBEORT        | Zürich, Schweiz                        |